# فراماده فوتونی
فراماده فوتونی (PM)، که تحت عنوان فراماده نوری نیز شناخته می‌شود، نوعی فراماده الکترومغناطیسی است که با نور برهم‌کنش دارد و طول‌موج‌های تراهرتز (THz)، مادون قرمز (IR) یا طیف مرئی را پوشش می‌دهد. این مواد از ساختاری تناوبی و سلولی استفاده می‌کنند.
زیر طول موج متناوباً فرامواد فوتونی را از شکاف باند فوتونی یا بلورهای فوتونیکی تشخیص می‌دهد. سلولها در مقیاسی بزرگ‌تر از اتم هستند، با این حال بسیار کوچک‌تر از طول‌موج ساطع شده، در مرتبه نانومتر هستند.
در یک ماده معمولی، پاسخ به میدان‌های الکتریکی و مغناطیسی و در نتیجه به نور، بوسیله اتم‌ها تعیین می‌شود. در فرامواد، سلول‌ها نقش اتم‌ها را در موادی که در ابعاد بزرگتر از سلولی همگن هستند را به عهده می‌گیرند، و یک مدل متوسط مؤثر را به دست می‌آورند.
برخی از فرامواد فوتونی، خاصیت مغناطیسی در فرکانس‌های بالا از خود نشان می‌دهند که منجر به جفت شدن مغناطیسی قوی می‌شود. این امر می‌تواند یک ضریب منفی انکسار در محدوده نوری تولید کند.
از کاربردهای ذاتی آن، می‌توان به اپتیک‌های پوششی و تبدیل اشاره کرد.
بلورهای فوتونیکی با PM تفاوت دارند زیرا اندازه و تناوب عناصر پراکندگی آن‌ها بزرگ‌تر از مرتبه طول‌موج هستند. همچنین، یک کریستال فوتونی همگن نیست، بنابراین نمی‌توان مقادیر ε (گذردهی) یا u (نفوذپذیری) را تعریف کرد.

## تاریخچه
ویکتور وسلاگو (۱۹۶۷) در حالی که در حال تحقیق بود دربارهٔ اینکه آیا ماده با مولفه‌های مغناطیسی نور تعامل دارد یا نه، پیش‌بینی کرد که احتمال شکست با یک نشانه منفی، با توجه به معادله ماکسول وجود دارد.. ضریب شکست با علامت منفی نتیجه گذردهی الکتریکی، ε<۰ (کمتر از صفر) و نفوذپذیری مغناطیسی، μ <۰ (کمتر از صفر) است. تجزیه و تحلیل وسلاگو در بیش از ۱۵۰۰ مقاله بررسی شده و در بسیاری از کتاب‌ها از آن یاد شده‌است.

مقایسه شکست در یک متاماده چپ دست با شکست آن در یک ماده معمولی

در اواسط دهه ۹۰، فرامواد برای اولین بار برای استفاده به عنوان فناوری‌های بالقوه برای کاربردهایی مانند تصویربرداری در مقیاس نانومتری و پوشش اشیاء دیده شدند. تا سال ۲۰۱۵، آنتن‌های فرامواد به صورت تجاری قابل استفاده بودند.
نفوذپذیری منفی با مشدد حلقه‌ای شکاف‌دار (SRR) به عنوان بخشی از سلول زیرموج به دست آمد. SRR به نفوذپذیری منفی در محدوده فرکانسی کوچکی دست یافت. این با یک پست رسانای الکتریکی ترکیب شد که اولین شاخص منفی فراماده را ایجاد کرد که در محدوده مایکروویو عمل می‌کرد. آزمایش‌ها و شبیه‌سازی‌ها حضور یک محدوده انتشار چپ‌دست، یک ماده چپ‌دست را تشخیص دادند. اولین تأیید تجربی شاخص منفی شکست بلافاصله پس از آن، همچنین در فرکانس‌های مایکروویو رخ داد.

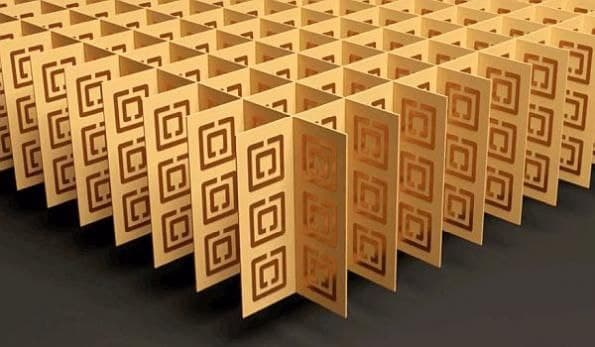
عکسی از شبکه فراماده ای که برای نشان دادن شکست منفی استفاده می‌شود. آرایه‌ای که مشدد حلقه‌ای شکاف‌دار مربعی به ماده نفوذپذیری مغناطیسی منفی می‌دهد، در حالی که آرایه سیم‌های مستقیم به آن گذردهی منفی می‌دهد.

مواد طبیعی، مانند فلزات گرانبها، می‌توانند ε < ۰ را تا فرکانسهای قابل مشاهده بالا ببرند. با این حال، در محدوده فرکانس‌های تراهرتز، مادون قرمز و مرئی، مواد طبیعی دارای مولفه زوج مغناطیسی یا نفوذپذیری ضعیفی هستند. به عبارت دیگر، مغناطیس پذیری مولفه مغناطیسی نور تابیده شده قابل چشم‌پوشی است.
فرامواد شاخص منفی، رفتاری کاملاً خلاف برهم کنش متعارف «راست دست» نور که در مواد نوری معمولی یافت می‌شود، دارند. به همین دلیل، این مواد در میان نامگذاری‌های دیگر، مواد چپ دست یا مواد شاخص منفی (NIM) نامیده می‌شوند.
فقط مواد شاخص منفی ساختگی (مصنوعی) این رفتار را از خود نشان می‌دهند. بلورهای فوتونیکی، مانند بسیاری از سیستم‌های شناخته شده دیگر، می‌توانند رفتارهای انتشاری غیرعادی مانند معکوس شدن سرعت‌های فاز و سرعت‌های گروه از خود نشان بدهند. با این حال، شکست منفی در چنین سیستم‌هایی رخ نمی‌دهد.
مواد فرومغناطیس و ضد فرومغناطیسی، به‌طور طبیعی می‌توانند به تشدید (انعکاس) مغناطیسی دست یابند، اما با اتلافی چشمگیر. در مواد طبیعی مانند آهنرباهای طبیعی و دگرشکلی‌های آهن، رزونانس برای گذردهی الکتریکی (کوپلینگ) و تراوایی مغناطیسی (کوپلینگ) در فرکانس یکسان رخ نمی‌دهد.

## فرکانس نوری
SRRهای فرامواد نوری با استفاده از طرح‌نگار الکترونی و نانولیتوگرافی به مقیاس کمتر از ۱۰۰ نانومتر رسیده‌اند. یک سلول نانومتری SRR، دارای سه میله فلزی کوچک است که به صورت فیزیکی به یکدیگر متصل هستند. این سلول به شکل U پیکربندی شده و به عنوان یک نانو القاگر عمل می‌کند. فاصله بین دو سر سلول U شکل به عنوان یک نانوخازن عمل می‌کند. از این رو، این دستگاه، یک مشدد نوری نانو ال سی است. این «آخال‌ها» میدان‌های مغناطیسی و الکتریکی موضعی را هنگام برانگیختگی خارجی ایجاد می‌کنند. این آخال‌ها معمولاً ده برابر کوچکتر از طول موج خلاء نور c0 در فرکانس تشدید هستند. درنتیجه با استفاده از یک تقریب متوسط مؤثر، می‌توان آخال‌ها را برآورد و محاسبه کرد.
PMها یک پاسخ مغناطیسی با اندازه‌ای کارامد در فرکانس‌های نوری نمایش می‌دهند. این پاسخ مغناطیسی، شامل نفوذپذیری منفی، علیرغم عدم وجود مواد مغناطیسی را شامل است. مشابه مواد نوری عادی، PMها را می‌توان به عنوان یک محیط مؤثر در نظر گرفت که با پارامترهای محیط مؤثر ε(ω) و μ(ω)، یا به‌طور مشابه، ε eff و μ eff مشخص می‌شوند.
ضریب شکست منفی PMها در بازه فرکانس نوری به‌طور تجربی و آزمایشی، در سال ۲۰۰۵ توسط ولادیمیر شالایف و همکارانش، اثبات شد. (در طول موج رادیویی λ = ۱٫۵ میکرومتر) و توسط بروک و همکاران. (در λ = ۲ میکرومتر) تقریباً در همان زمان.

## مدل متوسط مؤثر
یک تقریب متوسط مؤثر (انتقال) تختال‌های موادی را توصیف می‌کند که، هنگام واکنش به یک تابش الکترومغناطیسی، «به‌طور مؤثر» همگن هستند، با پارامترهای «مؤثر» متناظر که شامل ε و μ «مؤثر» هستند و در کل تختال اعمال می‌شوند. اجزاء یا سلول‌های منفرد ممکن است مقادیر متفاوتی از تختال داشته باشند. با این وجود، مواردی نیز وجود دارند که تقریب متوسط مؤثر صادق نیست و باید از قابلیت عملی بودن آن اطلاع داشت.

## تزویج مغناطیسی
نفوذپذیری مغناطیسی منفی در ابتدا در یک محیط چپ‌دست در فرکانس‌های مایکروویو با استفاده از آرایه‌های مشدد شکافدار حلقوی به دست آمد. در اکثر مواد طبیعی، پاسخ زوج مغناطیسی در بسامدهایی در محدوده گیگاهرتز شروع به کاهش می‌کند، یعنی خاصیت مغناطیس قابل توجهی در فرکانس‌های نوری اتفاق نمی‌افتد. نفوذپذیری مؤثر چنین موادی واحد است، μ eff = ۱. از این رو، جزء مغناطیسی یک میدان الکترومغناطیسی تابشی عملاً هیچ تأثیری بر مواد طبیعی در فرکانس‌های نوری ندارد.
در فرامواد، سلول به عنوان یک متا اتم، یک دو قطبی مغناطیسی با قابلیت مغناطیسی بیشتر، شبیه به یک اتم پیکومتری در ابعاد بزرگ است. برای متا اتم‌های ساخته شده از طلا، μ<۰ را می‌توان در فرکانس‌های مخابراتی به دست آورد اما در فرکانس‌های مرئی نه. فرکانس مرئی گریزان بوده‌است زیرا فرکانس پلاسمایی فلزات شرایط محدود کننده نهایی است.

## طراحی و ساخت
طول موج‌های نوری بسیار کوتاه‌تر از طول موج امواج مایکروویو هستند و تحقق‌بخشی متامواد نوری زیرموج را سخت‌تر می‌کنند. متامواد مایکروویو را می‌توان از مواد برد مدار چاپی ساخت، در حالی که تکنیک‌های لیتوگرافی باید برای تولید PMها استفاده شود.
آزمایش‌های موفق از ترتیب تناوبی سیم‌های کوتاه یا قطعات فلزی با اشکال مختلف استفاده کردند. در مطالعه‌ای دیگر، کل آخال به صورت الکتریکی متصل شد.
تکنیک‌های ساخت شامل طرح‌نگار الکترونی، شامل نانوساختار با باریکه یونی متمرکز و لیتوگرافی تداخلی می‌شوند.
در سال ۲۰۱۴ یک نمونه نخستین فراماده حساس به قطبش، برای جذب انرژی در یک بازه گسترده (یک سوپر اکتاو) از طول موج‌های فروسرخ نشان داده شد. این ماده غالب بر ۹۸٪ میانگین جذب اندازه‌گیری شده را نشان داد که در یک میدان دید ± ۴۵ درجه برای طول موج‌های فروسرخ میانی بین ۱٫۷۷ و ۴٫۸۱ میکرومتر حفظ شد. یکی از کاربردها پنهان کردن اشیا از حسگرهای فروسرخ است. پالادیوم بقازه وسیع‌تری نسبت به نقره یا طلا تأمین می‌کرد. یک الگوریتم ژنتیک به‌طور تصادفی یک الگوی پیشنهادی اولیه را تغییر داد و همه را به جز بهترین‌ها آزمایش و حذف کرد. این روند در چندین نسل تکرار شد تا زمانی که طراحی مؤثر واقع شد.
متامتریال بر روی یک زیرلایه سیلیکونی از چهار لایه ساخته شده‌است. لایه اول پالادیوم است که توسط پلی آمید (پلاستیک) و یک صفحه دیگر پالادیوم در بالای آن پوشانده شده‌است. صفحه نمایش، برش‌های طول موج فرعی دارد که طول موج‌های مختلف را قطع می‌کند. یک لایه از پلی‌آمید کل جاذب را پوشش می‌دهد. می‌تواند ۹۰ درصد اشعه فروسرخ را تا زاویه ۵۵ درجه نسبت به صفحه نمایش جذب کند. لایه‌ها به همترازی دقیقی نیاز ندارند. درپوش پلی آمیدی از صفحه نمایش محافظت می‌کند و به کاهش هرگونه عدم تطبیق امپدانس کمک می‌کند که امکان دارد هنگام عبور موج از هوا به دستگاه اتفاق بیفتد.

## پژوهش

### انتقال یک طرفه
در سال ۲۰۱۵ نور مرئی به NIMهای مایکروویو و فروسرخ در نشر نور یک‌طرفه پیوست. (" آینه‌ها " بجای انتقال، نور را در جهت مخالف کاهش می‌دهند و برای کار کردن به سطوح کم نور پشت آینه نیاز دارند)
این ماده، دو نانوساختار نوری را ترکیب می‌کند: یک بلوک چند لایه از ورق‌های نقره و ورقه‌های شیشه‌ای و شبکه‌های فلزی. ساختار شیشه-نقره ای یک فراماده «هذلولی» است که باتوجه به جهتی که امواج در حال حرکت هستند، با نوری متفاوت رفتار می‌کند. هر لایه چند ده نانومتر ضخامت دارد که این مقدار، خیلی نازک‌تر از نور مرئی ۴۰۰ تا ۷۰۰ است. طول موج‌های نانومتر، بلوک را برای نور مرئی مات می‌کنند، اگرچه نوری که از زوایایی خاص وارد شود، می‌تواند درون ماده انتشار یابد.
افزودن شبکه‌هایی از جنس کروم با فاصله‌های زیر طول موج، امواج نور قرمز یا سبز وارد شده را به اندازه‌ای خم می‌کند که بتوانند وارد بلوک شده و انتشار یابند. در طرف مخالف بلوک، مجموعه دیگری از شبکه‌هایی اجازه خروج نور را می‌دادند که زاویه‌ای با جهت اصلی داشتند. فاصله بین توری‌های خروجی با شبکه‌های ورودی تفاوت داشت و نور تابیده شده را خم می‌کرد تا نور خارجی از آن سمت وارد بلوک نشود. نور عبوری از جهت رو به جلو، حدود ۳۰ برابر بیشتر از نور معکوس است. بلوک‌های میانی نیاز به تراز دقیق دو شبکه نسبت به یکدیگر را کاهش دادند.
چنین ساختارهایی دارای پتانسیل برای کاربردهایی در ارتباطات نوری هستند - به‌عنوان مثال، می‌توان آنها را با تراشه‌های کامپیوتری نوری که سیگنال‌های حمل‌شده توسط امواج نور را تقسیم یا ترکیب می‌کنند، اتجمیع کرد. سایر کاربردهای بالقوه شامل نمونه‌برداری زیستی است تکه با استفاده از ذراتی در ابعاد نانو برای انحراف نور به زوایایی که به اندازه کافی شیب‌دار هستند، از مواد هذلولی عبور کند و از سوی دیگر آن خارج شود.

### عناصر مدارهای فشرده
با استفاده از ترکیبی از نانوذرات پلاسمونیک و غیر پلاسمونیک، به نظر نانومدارهای مدار تکه‌ای در فرکانس‌های فروسرخ و نوری امکان‌پذیر باشد. عناصر مدارهای فشرده معمولی به روش‌های عادی در دسترس نیستند.
عناصر مدارهای فشرده با طول زیر موج در محدوده مایکروویو و فرکانس رادیویی (RF) عملی هستند. مفهوم عنصر فشرده، امکان ساده‌سازی المان و پیمانه‌سازی مدار را فراهم می‌کند. در مقیاس نانو، روش‌های ساختی برای دستیابی به هندسه‌های زیرموج وجود دارد.

### طراحی سلول
فلزاتی مانند طلا، نقره، آلومینیوم و مس، جریان را در فرکانس‌های RF و مایکروویو انتقال می‌دهند. در فرکانس‌های نوری، ویژگی‌های برخی از فلزات گرانبها عوض می‌شود. به جای جریان عادی، تشدید پلاسمون سطحی با منفی شدن بخش واقعی گذردهی پیچیده‌ای اتفاق می‌افتد بنابراین، جریان اصلی در واقع چگالی جریان جابجایی الکتریکی ∂D / ∂t است و می‌توان آن را «جریان نوری جاری» نامید.

### تنظیم پذیری
متداول‌ترین الگوی مورد استفاده برای دست یافتن به ضریب شکست قابل تنظیم و کوک پذیر، تنظیم نوری-الکتریکی آن است. در اینجا تغییر ضریب شکست متناسب با میدان الکتریکی اعمال شده یا متناسب با مدول مربع میدان الکتریکی است. ایندو به ترتیب اثر Pockels و Kerr نام دارند.
یک راه جایگزین، استفاده از ماده ای اپتیکال غیرخطی و وابسته به میزان میدان نوری برای تعدیل ضریب شکست یا پارامترهای مغناطیسی است.

### لایه بندی
انباشتگی لایه‌ها، NIMها را در فرکانس‌های نوری تولید می‌کند. با این حال، تغییرات سطح (غیر مسطح، توده‌ای) SRR معمولاً از انباشتگی جلوگیری می‌کند. اگرچه یک ساختار تک لایه SRR را می‌توان بر روی یک سطح دی الکتریک ساخت، به دلیل ملزومات تحمل پذیری هم ترازی، چیدن این ساختارهای توده‌ای نسبتاً سخت است. یک روش انباشتگی برای SRRها در سال ۲۰۰۷ منتشر شد که از جداکننده‌های دی الکتریک برای اعمال یک روش مسطح سازی برای تسطیح لایه SRR استفاده می‌کند. به نظر می‌رسد که می‌توان چندین لایه اختیاری را از این راه ایجاد کرد، از جمله تعداد سلول‌های واحد منتخب و ترتیب‌های فضایی متفاوت لایه‌های مجزا.

### دو برابر شدن فرکانس
در سال ۲۰۱۴، پژوهشگران، از یک آینه غیرخطی با ضخامت ۴۰۰ نانومتر خبر دادند که می‌تواند در فرکانس‌های فروسرخ نزدیک تا فروسرخ میانی تا تراهرتز کار کند. این ماده با شدت نور بسیار کمتری نسبت به روش‌های سنتی کار می‌کند. این فراماده برای شدت نور ورودی و ضخامت ساختار، تقریباً یک میلیون بار خروجی با شدت زیادتری تولید می‌کند. آینه‌ها نیازی به هماهنگی سرعت فاز امواج ورودی و خروجی ندارند.
این آینه غیرخطی می‌تواند پاسخ غیرخطی عظیمی را برای چندین پروسه نوری غیرخطی، مانند تولید هماهنگ دوم، تولید مجموع و فرکانس اختلاف، و همچنین انواع پروسه‌های آمیختگی چهار موجی ایجاد کند. دستگاه نمایشی، نورهایی با طول موج ۴۰۰۰تا۸۰۰۰ نانومتر را تبدیل کرد.
این دستگاه از انباشتی از لایه‌های نازکی از ایندیم، گالیم و آرسنیک یا آلومینیوم، ایندیم و آرسنیک به‌وجود آمده‌است. ۱۰۰ لایه از این لایه‌ها که ضخامت هر کدام از آن‌ها بین ۱ تا ۱۲ نانومتر است، با طرحی از نانوساختارهای طلای نامتقارن و متقاطع روبرو بودند که چاه‌های کوانتومی جفت شده و لایه‌ای از طلا را در پایین تشکیل می‌دهند.
کاربردهای بالقوه شامل سنجش از راه دور و کاربردهای پزشکی است که به سیستم‌های لیزری متراکم نیاز دارند.

### دیگر
امواج سطحی دیاکونوف (DSW) به دوشکستی مربوط به کریستال‌های نوری، ناهمگونی فراماده مربوط می‌شود. اخیراً فراماده نوری در ۷۸۰ نانومتر (نزدیک به فروسرخ)، ۸۱۳ نانومتر و ۷۷۲ نانومتر عمل می‌کند.